# Herbert Crowther
Herbert Crowther (ur. 28 października 1882 w Dewsbury, zm. 13 października 1916 w Burley in Wharfedale) – brytyjski kolarz torowy, dwukrotny medalista olimpiady.

## Kariera
Największe sukcesy w karierze Herbert Crowther osiągnął w 1906 roku, kiedy zdobył dwa medale podczas letniej olimpiady w Atenach. W jeździe na czas na dystansie 1000 m zajął drugie miejsce, ulegając jedynie Włochowi Francesco Verriemu, a bezpośrednio wyprzedzając Francuza Henriego Menjou. W wyścigu na 5 km również zwyciężył Verii przed Crowtherem, ale tym razem na najniższym stopniu podium stanął inny Francuz - Fernand Vast. Na tej samej imprezie wystartował w dwóch kolejnych konkurencjach kolarskich: sprincie i wyścigu na 20 km, ale odpadał we wczesnej fazie rywalizacji. Crowther wystąpił również w sprincie na rozgrywanych dwa lata później igrzyskach olimpijskich w Londynie, ale odpadł już w eliminacjach. Nigdy nie zdobył medalu na torowych mistrzostwach świata.
Zmarł w następstwie obrażeń odniesionych w wypadku motocyklowym dwa lata wcześniej.